# Tohma
La rivière de Tohma (Tohma Çayı ou Tohma Nehri) est une rivière turque. Elle prend sa source dans les environs du mont Gövdeli (Gövdeli Dağı) qui culmine à 2 719 m, à la limite des provinces de Sivas et de Kayseri.
Elle s'écoule vers l'est dans le district de Gürün (province de Sivas), traverse la ville de Gürün, oblique vers le sud-est puis passe dans le district de Darende (province de Malatya) pour reprendre son cours vers l'est. Elle est coupée par le barrage de Medik et conflue avec l'Euphrate dans le lac du barrage de Karakaya.